# James Krause
James Leo Krause, född 4 juni 1986 i Newport News, är en amerikansk MMA-utövare som sedan 2013 tävlar i organisationen Ultimate Fighting Championship.